# Patrick Callan
Patrick Callan (6 de octubre de 1999) es un deportista de Estados Unidos que compite en natación. Ganó una medalla de plata en el Campeonato Mundial Junior de Natación de 2017, en la prueba de 4 × 200 m libre.